# Fresca

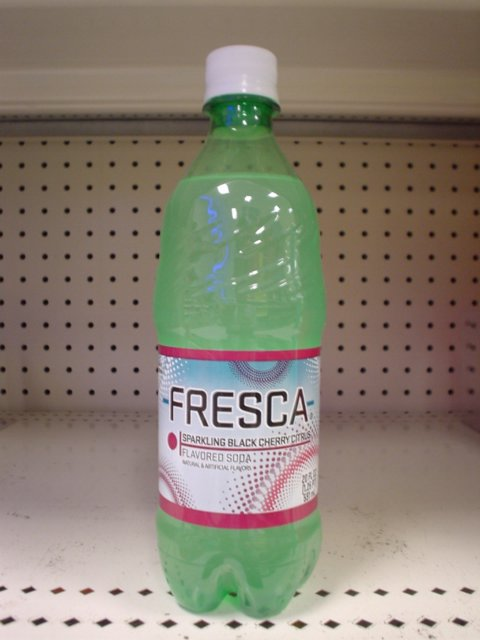
Fresca em embalagem plástica

Fresca é uma marca de refrigerante produzido pela The Coca-Cola Company e em vários sabores, como limão, hortelã, pêssego, cereja, citrus, entre outros.

## História
Lançado em 1966 nos Estados Unidos, Fresca entrou no mercado para competir com os refrigerantes diet´s de sabores citrus. Ao longo do tempo, sua receita foi alterada várias vezes, ou para adequar a sua fabricação ou para se adequar ao controle da FDA.
Inicialmente produzido nos EUA, a The Coca-Cola Company passou a investir em outros países, como o México, sendo, na atualidade, fabricado e vendido em vários países do continente americano, Islândia, Belize, Bulgária e Argélia.
Em 1990, a marca foi comercializado na África do Sul, sem muita aceitação do público consumir, sendo interrompido sua produção neste país.

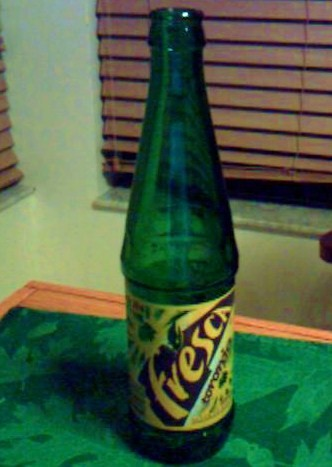
Fresca mexicana, em garrafa de vidro